# Belém do Brejo do Cruz
Belém do Brejo do Cruz este un oraș în Paraíba (PB), Brazilia.